# Nicsara parva
Nicsara parva är en insektsart som först beskrevs av Piza Jr. 1976.  Nicsara parva ingår i släktet Nicsara och familjen vårtbitare. Inga underarter finns listade i Catalogue of Life.